# Charlotte Macdonald

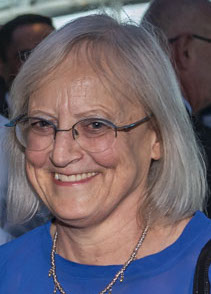
Charlotte Macdonald, 2020

Charlotte Macdonald (* 1950) ist eine neuseeländische Historikerin. Sie ist Professorin für Geschichte an der Victoria University of Wellington.

## Leben und Werk
Macdonald studierte an der Victoria University of Wellington, wo sie den Bachelor of Arts erwarb, und an der Massey University mit einem Bachelor of Arts-Abschluss mit Hons, First Class. Sie promovierte 1986 bei Raewyn Dalziel an der University of Auckland / London School of Economics mit der Dissertation Single Women as Immigrant Settlers in New Zealand, 1853–1871.
Macdonald ist Professorin für Geschichte an der Victoria University of Wellington Te Herenga Waka und forscht als Historikerin auf dem Gebiet Imperien und Kolonien mit einem Schwerpunkt auf Geschlecht und Frauen. Sie beschäftigt sich hauptsächlich mit der britischen Kolonie Neuseeland im 19. Jahrhundert.
Sie ist Vorstandsmitglied des UNESCO Memory of the World Trust, die neuseeländische Vorsitzende der International Federation for Research in Women’s History und Mitglied der Redaktion des British Journal of Military History.
Von 2020 bis 2023 war sie Vorsitzende des Akademie-Exekutivkomitees der Royal Society Te Apārangi. Seit Juni 2020 ist sie gemeinsam mit Charlotte Greenhalgh Gründerin des Aotearoa Women's and Gender History Network.
In ihrem 1990 erschienenen Buch A Woman of Good Character nutzte sie eine systematische Datenanalyse, um die Merkmale einer großen Migrantengruppe zu beschreiben. Über viertausend Personen wurden anhand historischer Aufzeichnungen in Großbritannien und Neuseeland verfolgt.

## Auszeichnungen
- 2017: Fellow der Royal Society of New Zealand[3]

## Veröffentlichungen (Auswahl)
- Strong, Beautiful and Modern: National Fitness in Britain, New Zealand, Australia and Canada, 1935–1960. Bridget Williams Books, 2011.
- mit Frances Porter: My Hand Will Write What My Heart Dictates. The Unsettled Lives of Women in Nineteenth-century New Zealand as Revealed to Sisters, Families and Friends. Bridget Williams Books/Auckland University Press, 1996, ISBN 978-1869401290.
- The Vote, the Pill and the Demon Drink. A History of Feminist Writing in New Zealand, 1869–1993. Bridget Williams Books, 1993.
- mit Barbara Brookes, Margaret Tennant: Women in History 2. Essays on Women in New Zealand. Bridget Williams Books, 1992.
- mit Merimeri Penfold, Bridget Williams: The Book of New Zealand Women/Ko Kui Ma te Kaupapa. Bridget Williams Books, 1991.
- A Woman of Good Character. Single Women as Immigrant Settlers in Nineteenth Century New Zealand. Allen & Unwin/Bridget Williams Books, 1990.
- Barbara Brookes, Margaret Tennant: Women in History. Essays on European Women in New Zealand. Allen & Unwin/Port Nicholson Press, Wellington, 1986.
- Women and men. Te Ara – the Encyclopedia of New Zealand.